# Vadász Miklós
Vadász Miklós, Waldmann (Budapest, 1884. július 27. – Párizs, 1927. augusztus 10.) magyar festőművész, grafikus, plakáttervező, illusztrátor.

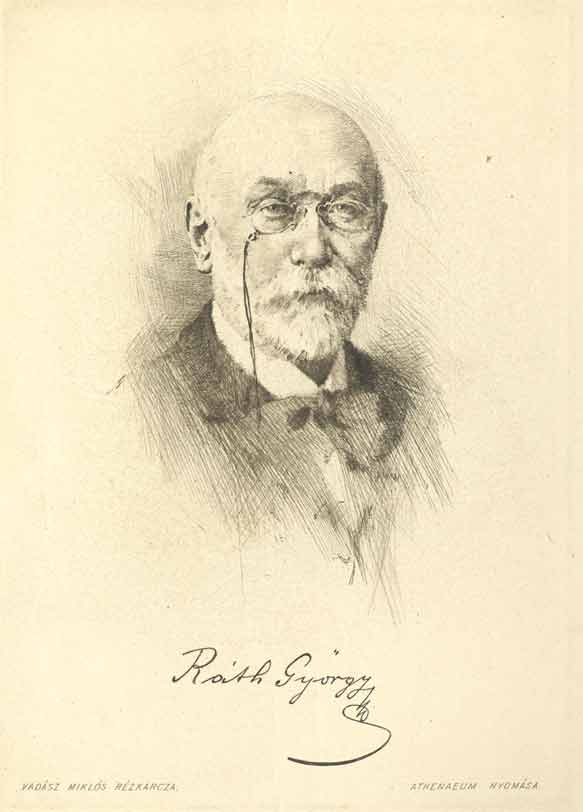
Vadász Miklós metszete Ráth Györgyről a Radisics Jenő: Az Országos Ráth György Múzeum kalauza Bp., 1906. című műben

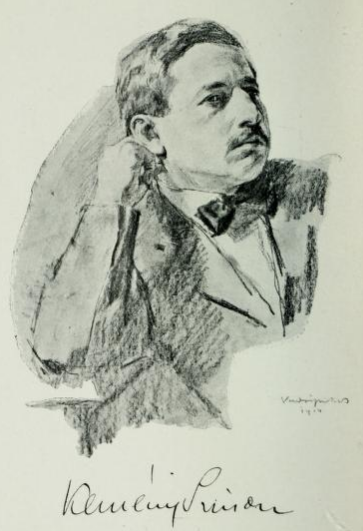
Vadász Miklós Kemény Simont ábrázoló rajza a költő Balkon című verseskötetében (Bp, 1914)

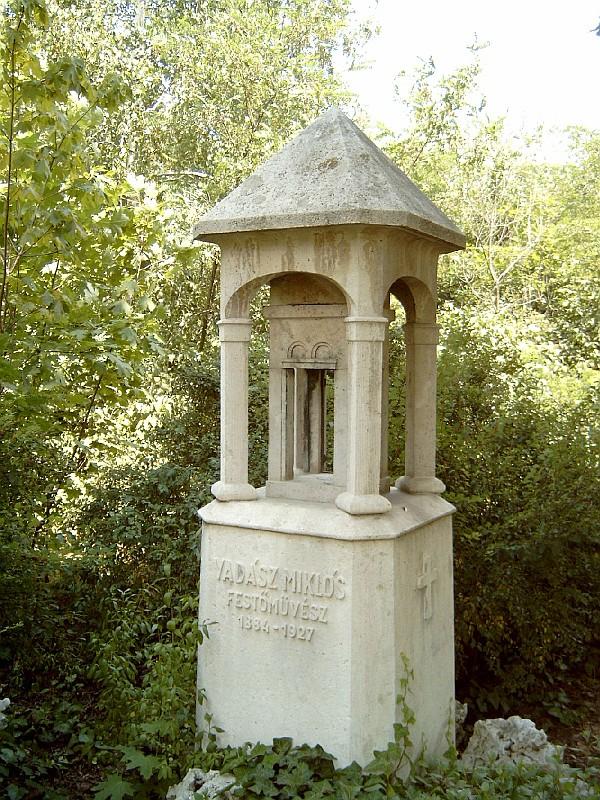
Vadász Miklós sírja Budapesten. Kerepesi temető 51-1-55.

## Pályafutása
Waldmann Gyula államvasúti felügyelő és zimonyi Schwarcz Sarolta fia. Az Iparművészeti Iskolában tanult. Illusztrációival, akvarelljeivel és plakátjaival hamar kitűnt, magára vonta a figyelmet. Dolgozott a Borsszem Jankó lapnak is. Munkái Az Estben jelentek meg, majd Párizsba ment, ahol a „Le Rire” hetilap munkatársa lett. Különösen a nagyvárosi élet jellegzetes alakjait ábrázolta rajzain, de finom akvarelleket is készített. Az első világháború után Párizsban telepedett le. Az „L'Assiette au beurre" szatirikus rajzos hetilapban is (két számában egész sorozatként) jelentek meg művei. A századeleji magyar plakátművészet egyik legjelentősebb képviselője volt. Virtuóz grafikai készségét, s az íróval együttműködő illusztrátori tehetségét méltatták leginkább. Több műve a Magyar Nemzeti Galéria gyűjteményében van.

## Műveiből
- Liliom bál – Litográfia, jelezve jobbra fent a kőben: Vadász Miklós 920
- Fogócska – Pasztell, papír, jelezve jobbra fent: Vadász 1926
- Dr. Lázár Béláné képmása, 66x50 cm, grafika, jelzett
- Mulatság után, 20x18 cm, ceruza, jelzett
- Virágárusok, 20x16 cm, nyomat
- Fekvő kutya, 14x7 cm, ceruza
- Sétakocsizás, 18x16 cm, nyomat
- Vásár, 16x16 cm, nyomat
- Bárban, 25x20 cm, grafika jelzett
- Huszár, 17x14 cm, papír, ceruza, jelzett
- Társaság, 29x24 cm, papír, akvarell, jelzett
- Utcai jelenet Párisban, 16x22 cm, ceruza, jelzett
- A csók, 47x31 cm, rézkarc, jelzett
- Hazai Samu, 25x18 cm, ceruza
- Karikatura, 17x16 cm, ceruza, jelzett
- Gyermekszoba, 10x15 cm, ceruza, jelzett
- Kávéházban, 43x38 cm, akvarell, jelzett
- Színfalak mögött, 12x15 cm
- A tátralomnici nagyszállóban, 30x50 cm, ceruza, jelzett
- Öltözőben, 20x16 cm, papír, grafika, jelzett
- Szerelmi mámor, 25x22 cm, papír, akvarell, jelzett
- Kofa, 24x20 cm, papír, akvarell, jelzett
- Kiss József arcképe, 36x31 cm, papír, rézkarc
- Ivánfi Jenő színművész képmása, 28x22 cm, papír, ceruza, jelzett
- Mulatság után, 20x26 cm, papír, grafika, jelzett
- Unalom, 28x21 cm, papír, akvarell, jelzett
- A tátralomnici kaszinóban, 40x56 cm, papír, nyomat
- Katonatiszt képmása, 35x31 cm, papír, ceruza, jelzett
- Molnár Ferenc képmása, 32x24 cm, papír, nyomat
- Garden–Parti, 30x40 cm, papír, akvarell, jelzett
- Pálmay Ilka arcképe, 28x20 cm, papír, ceruza, jelzett
- Márkus Emília, mint Nóra – Ibsen: Nóra címszerepében, mellkép, ceruzarajz, 1916. Publikálva: Új Idők, 1928. jan. 6. sz.
- Márkus Emília, mint Mária Antónia – Szomory Dezső: Mária Antónia c. drámájának címszerepe, – ceruzarajz, ismeretlen helyen, 1914.
- Vázlat

### Illusztrációi
- Molnár Ferenc: A Pál utcai fiúk című regényét illusztrálta.
- Radisics Jenő: Az Országos Ráth György Múzeum kalauza Bp., 1906, Országos Magyar Iparművészeti Múzeum. 58 p., 22 tábla. A címkép Vadász Miklós rézkarca; Ráth György portré.
- Kner Izidor aforizmái Vadász Miklós rajzaival, Gyoma, 1917. A címképet (a szerző portréja) és a szövegközti illusztrációkat Vadász Miklós készítette.
- Kner Izidor agyafurt alakjai. Csicseri Bors előszavával és Bér Dezső, Garay Ákos, Geiger Richárd, Homicskó Athanáz, Kalivoda Kata, Mülbeck Károly, Vadász Miklós egyszázhetven eredeti rajzaival. Gyoma, 1914. 191 oldal.

## Kiállításai
- 1902-ben a Műcsarnokban (kollektív)
- 1912-ben és Ernst Múzeumban (kollektív)
- 1915-ben Ernst Múzeumban (kollektív)
- 1928-ban a Nemzeti Szalon emlékkiállítást rendezett munkáiból.

## Díjai, elismerései
- 1908 – állami alakrajzdíj
- 1911 – állami alakrajzdíj
- 1906 – Milánó aranyérem